# Suolujärvet (Karesuando socken, Lappland)
Suolujärvet är en sjö i Kiruna kommun i Lappland och ingår i Torneälvens huvudavrinningsområde. Sjön har en area på 0,0422 kvadratkilometer och ligger 355,4 meter över havet. Suolujärvet ligger i Pessinki fjällurskog Natura 2000-område.

## Delavrinningsområde
Suolujärvet ingår i det delavrinningsområde (758137-178960) som SMHI kallar för Utloppet av Porattomajärvi. Medelhöjden är 355 meter över havet och ytan är 8,5 kvadratkilometer. Det finns inga avrinningsområden uppströms utan avrinningsområdet är högsta punkten. Porattomajärvenjoki som avvattnar avrinningsområdet har biflödesordning 4, vilket innebär att vattnet flödar genom totalt 4 vattendrag innan det når havet efter 385 kilometer. Avrinningsområdet består mestadels av skog (49 procent) och sankmarker (30 procent). Avrinningsområdet har 1,8 kvadratkilometer vattenytor vilket ger det en sjöprocent på 21,2 procent.